# نظام‌آباد (فراهان)
نظام آباد (فراهان)، روستایی از توابع بخش مرکزی شهرستان فراهان در استان مرکزی ایران است.

## جمعیت
این روستا در دهستان فرمهین قرار دارد و براساس سرشماری مرکز آمار ایران در سال ۱۳۹۰، جمعیت آن ۱۱۰ نفر (۴۰خانوار) بوده‌است.
شاهزاده حسین یک بنای تاریخی متعلق به دوران ایلخانی است که در این روستا واقع شده و از جاذبه های گردشگری استان مرکزی میباشد که مورد بی مهری سازمان میراث فرهنگی واقع شده